# Hadtudomány (fogalom)
A hadtudomány vagy más néven katonai tudomány a hadviselésnek, illetve annak stratégiai, taktikai és logisztikai elveinek a tudománya. A háborúk, a fegyveres küzdelem egészére vonatkozó tudományos nézetek rendszere. Témája a háború vezetésének művészete, a háborúk története, a fegyveres harc általános törvényszerűségei, a fegyveres erők megszervezése és felkészítése a háborúra. A hadtudomány az ókortól a mai, számítógépes hadijáték „programokig” olyan változatlan elvekkel foglalkozik, mint a cél kitűzése, az erő összpontosítása, az erővel való gazdálkodás, a meglepetés és a manőver. A hadtudomány neves teoretikusai és szakírói közé tartozik például a kínai Szun-ce tábornok (i. e. 500 körül), a német Carl von Clausewitz (1780–1831) és Helmuth Johannes Ludwig von Moltke (1848–1916) tábornokok és a brit Basil Liddell Hart (1895–1972).

## Meghatározásai
A hadtudományt az ókor óta művelik. A 19. századi német szakirodalom meghatározása szerint a háború vezetésének művészetére illetve a hadtörténetre vonatkozó ismereteket foglalja össze. Az egykori szovjet meghatározás szerint e tudomány tárgya a háború és annak legfőbb specifikuma, a fegyveres harc, annak törvényszerűségei, a fegyveres erők és az ország és háborúra történő felkészítése, valamint a fegyveres küzdelem módozatai képezik. Az orosz vezérkari akadémia 1992-es definíciója szerint e tudományág tárgya a háború katonai-stratégiai jellemzőinek vizsgálata, a háború elkerülésének lehetőségei, a fegyveres erőknek és az országnak a felkészítése az agressziók elhárítására, az
állam megvédésére irányuló fegyveres küzdelem törvényszerűségei, elvei és gyakorlata.
Az angolszász és francia szakanyagok az 1990-es évekig ezt a fogalmat nem használták, helyette a háború tudománya, a stratégia, illetve a katonai stratégia fogalmakkal operáltak. Az 1990-es Cambridge Enciklopédiában azonban már megjelent címszóként, mint olyan elméleti tudomány, ami a hadviseléssel, a stratégia, a taktika és a logisztika elveivel foglalkozik. Az 1992-es egyesült államokbeli Védelmi és Katonai Enciklopédia meghatározása szerint a hadtudomány olyan elmélet, amely a múlt tanulmányozására támaszkodva a gyakorlat által igazolt általános következtetéseket von le a háborúra vonatkozólag. Ezeknek a következtetéseknek kell megalapozniuk a katonai döntéshozatalt.

## Kiemelkedő művelői
A történelem során a hadtudomány legkiemelkedőbb művelői közé tartozott Szun-ce, Thuküdidész, Julius Caesar, Machiavelli, Nagy Frigyes, Szuvorov, Napóleon, Clausewitz, Moltke és Liddell Hart.

### A hadtudomány Magyarországon
Hazánkban az első kiemelkedő hadtudós Zrínyi Miklós, a költő és hadvezér volt. A Magyar Tudós Társaság (a Magyar Tudományos Akadémia előd-intézménye) keretében Tanárky Sándor, Kiss Károly, Baricz György, Szontagh Gusztáv és Lakos János foglalkoztak a hadtudománnyal. Tanárky 1838-as akadémiai székfoglalójában hangsúlyozta, hogy a hadtudomány igazi tudomány, aminek feltétlen szükséges a magyarországi művelése. Kutatási területe a fegyveres küzdelem, amellyel más tudomány nem képes foglalkozni. Nagy szükség van a megfelelő magyar nyelvű terminológiai bázisának a kifejlesztésére.
Trianon után tovább fejlődött a magyar nyelvű hadtudomány, olyan jelentős művek születtek, mint a Werth Henrik: A hadvezetés, és Berger Károly: A vezetés kézikönyve című kötetei.

## A hadtudomány alkotórészei
A 19. századi felfogás szerint a hadtudomány elsősorban a hadászatból és a harcászatból áll, valamint a hadtörténelem tartozik még ide, mint amiből a tanulságokat le lehet vonni. A hadtudomány mellékágai, mai szóval segédtudományai pedig eszerint többek között a fegyvertan, az erődítészet, a katonaföldrajz, a tereptan voltak.
A 20. század világháborús tapasztalatai, valamint a század második felében végbement hadügyi forradalom nyomán a hadtudomány legfontosabb összetevőiként a hadművészetet, ezen belül a hadászatot, hadműveleti művészetet és a harcászatot határozták meg. A hadtudomány további elemei eszerint többek között a hadseregszervezés, azaz a fegyveres erők építésének elmélete; a katonai kiképzés és nevelés elmélete; a hadművészet története; a fegyveres erők története, valamint a hadtudomány általános elmélete.
A hadtudomány tárgyáról további tudományos vita folyik, amelyben többen szorgalmazzák, hogy a hadtudomány, mint társadalomtudomány tekintse tárgyának a biztonságpolitika katonai vonatkozásait, a haderők társadalmi és belső problémáit, valamint a nemzetközi katonai biztonság érdekében vállalt feladataival (békefenntartás) kapcsolatos kérdéseket is.

### Hadtudomány és hadművészet
A hadtudomány emberi tevékenység révén hat a gyakorlatra. Ennek nyomán jelenik meg a hadművészet fogalma, aminek alapvető tartalma a magas színvonalú és alkotó jellegű hadvezetés.

## A hadtudomány intézményei
A hadtudomány művelésének legfontosabb intézményei a katonai vezérkarok szervei, a katonai akadémiák, tudományos intézetek. A hadtudomány más tudományágakhoz hasonlóan rendelkezik sajátos szakkifejezésekkel, terminológiával, kutatási módszerekkel, de alkalmazza más tudományágak terminológiáját és módszereit is.